# Académie Louvain
L'Académie Louvain était le réseau des universités catholiques belges francophones entre 2004 et 2015, à la suite de la réforme de l'enseignement supérieur (Processus de Bologne). 

## Description
L'Académie Louvain, l'une des trois anciennes académies universitaires de la Communauté française de Belgique, avait pour but de constituer une unique institution universitaire, l'UCLouvain. L'Académie Louvain était constituée en association sans but lucratif et regroupait les quatre universités catholiques de Belgique francophone.

### Universités concernées
- L'Université catholique de Louvain (UCL, Louvain-la-Neuve, Woluwe-Saint-Lambert, Mons, Saint-Gilles et Tournai)
- L'Université de Namur (UNamur, Namur), Facultés universitaires Notre-Dame de la Paix lors de la fondation de l'Académie Louvain.
- L'Université Saint-Louis – Bruxelles (USL-B, Bruxelles), Facultés universitaires Saint-Louis lors de la fondation de l'Académie Louvain.
- Avant 2010, elle comprenait aussi les Facultés universitaires catholiques de Mons (FUCaM, Mons), mais celles-ci ont fusionné à cette date avec l'UCL.

## Historique
Après presque trois ans de collaboration active dans ce réseau, les recteurs de ces quatre universités catholiques ont décidé, le 12 mars 2007, d'entamer des négociations en vue de la fusion des quatre établissements en une seule université, qui s'appellera sur tous les sites UCLouvain ou, en forme longue, Université catholique de Louvain.
L'objectif initial était de faire en sorte que cette fusion soit effective pour la rentrée de septembre 2010, elle a par la suite été reportée au 15 septembre 2011.
Alors que les trois autres institutions se sont prononcées pour la fusion, le processus échoue le 17 décembre 2010, à la suite du vote de l'assemblée générale des FUNDP : les 30 voix « pour » (14 « contre ») ne permettent pas d'atteindre les 80 % nécessaires.
En 2015, l'Académie Louvain est dissoute à la suite de l'instauration du dit Décret paysage en 2013 organisant les pôles académiques sur base géographique. 
En 2017, les universités Saint-Louis – Bruxelles et catholique de Louvain décident (à 90 % des voix chacune) de fusionner, redonnant espoir à la fondation de l'UCLouvain regroupant l'UCL à Mons, Louvain, Bruxelles, Namur et Tournai, et Saint-Louis à Bruxelles. Au travers de ce qui est encore appelé l'Académie Louvain, la plupart des ressources, humaines et électroniques, sont déjà communes entre les deux universités, ainsi que les facultés. Afin d'être juridiquement clôturée, la fusion fût autorisée par un décret de la Fédération-Wallonie Bruxelles en décembre 2022. Cette fusion est effective depuis la rentrée académique de septembre 2023.
En 2023 est créée l'Alliance universitaire Louvain Namur (Aulne) qui regroupe l'UCLouvain (issue de la fusion de l'UCL, des FUCaM et de Saint-Louis) avec l'UNamur. Toutes les anciennes universités de l'Académie Louvain se retrouvent désormais au sein d'une même alliance.